# NGC 7032
NGC 7032 (również PGC 66427) – galaktyka spiralna (Sc), znajdująca się w gwiazdozbiorze Pawia. Odkrył ją 20 lipca 1835 roku John Herschel.